# سنی هاکلا
سنی هاکلا (انگلیسی: Sanni Hakala؛ زادهٔ ۳۱ اکتبر ۱۹۹۷) بازیکن هاکی روی یخ اهل فنلاند است.